# Camerota
Camerota község (comune) Olaszország Campania régiójában, Salerno megyében.

## Fekvése
A Cilento vidékének egyik legjelentősebb települése és turisztikai központja. A községhez tartozik Marina di Camerota, híres gyógyfürdő. 

## Története
A település eredete az i. e. 8 századra vezethető vissza. Neve a görög καμαρὸτος (kamarótosz, jelentése görbe) vagy a latin camurus (jelentése görbült) szóból származik, ami ívelt tengerpartjára enged következtetni. 
A település első erődítménye a 6. században épült fel a gót-bizánci háborúk idején. Ekkor épültek fel a falak is, három kapuval, amelyek közül napjainkban csak a Porta di Suso maradványai láthatók. A 10. században török kalózok foglalták el és Agropoli mellett a Cilento vidékének egyik török erődítménye volt. A normannok érkezésével a Szicíliai Királyság része lett. A középkorban nemesi családok birtokolták. 1552-ben török portyázók lerombolták várát, amelyet csak 1601-ben építettek újjá. A település a 19. században lett önálló, amikor Joachim Murat a Nápolyi Királyságban felszámolta a feudalizmust. 

## Népessége
A népesség számának alakulása:

## Főbb látnivalói
A legfőbb látnivalója a Santa Maria delle Grazie-katedrális, amely 1493-ban épült